# Chauffeur-livreur

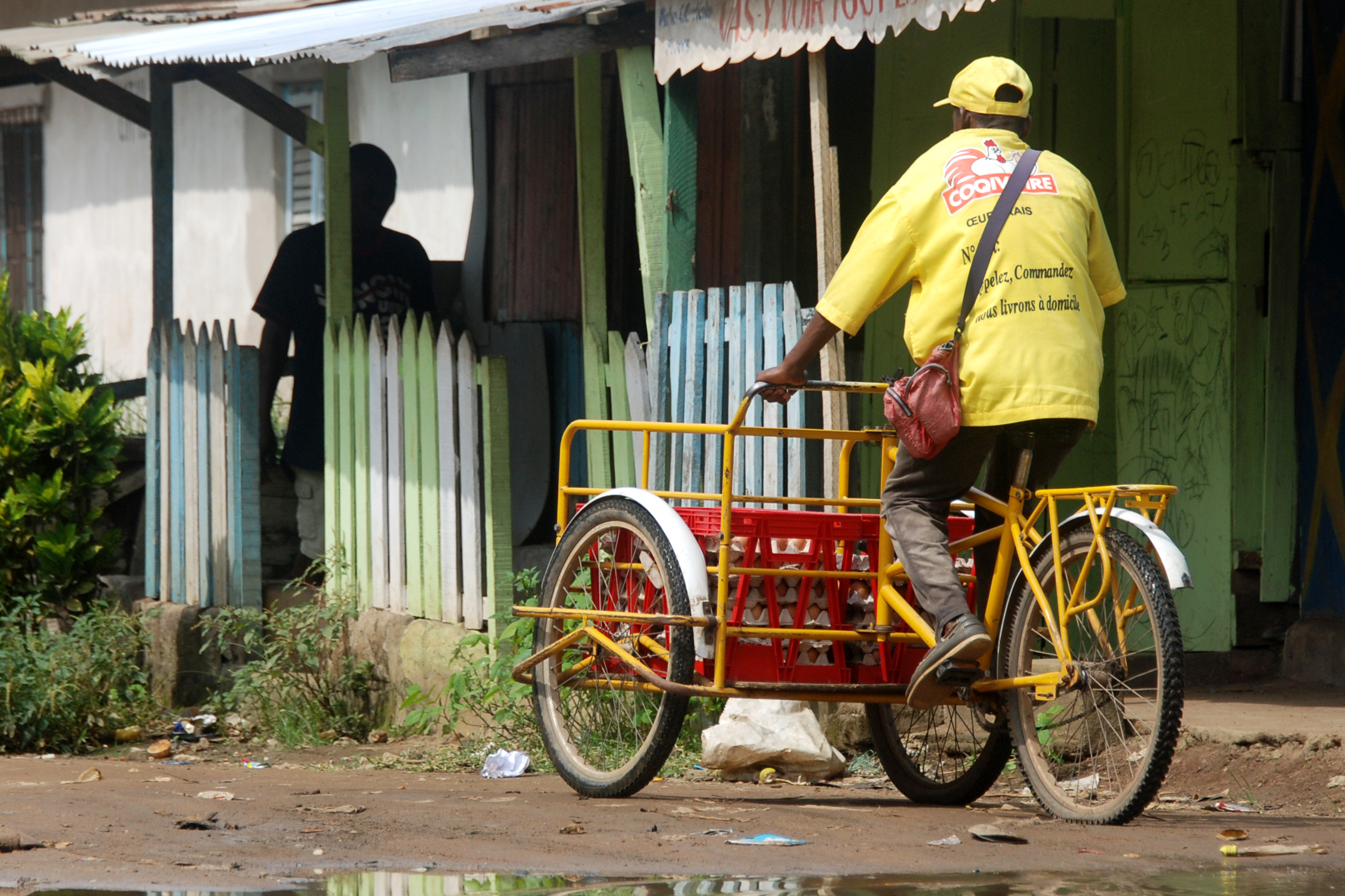
Un livreur d’œufs frais pour le compte d'une entreprise en Côte d'Ivoire

Un chauffeur-livreur est une personne responsable soit de l'approvisionnement de son entreprise en produits divers, (consommables, matière première ou sous-ensemble) soit de la livraison de produits finis aux clients de son entreprise.

## D'un fournisseur à l'entreprise
Dans le cas d'un enlèvement, le chauffeur-livreur doit s'assurer de respecter les règles définies dans sa « lettre de mission » (orale ou écrite), qui contient toutes les consignes nécessaires à l’enlèvement, c'est-à-dire aussi bien l'heure à laquelle il doit se présenter chez le fournisseur que les documents qu'il doit avoir en sa possession ainsi que toutes les opérations qu'il doit effectuer pour enlever et régler (si nécessaire) les marchandises enlevées. Il s'assure ensuite du chargement de son véhicule pour garantir le bon état des marchandises pendant le transport et la sécurité de son déplacement.
Ensuite il assure le transport des marchandises en respectant les règles de conditionnement (camion réfrigéré par exemple) et le respect de toutes les règles du code de la route aussi bien du point de vue de son véhicule (état, documents, vitesse, signalisation, poids total, etc.) que du point de vue de la circulation (respect des poids et hauteurs limites, par exemple).
Si un passage aux frontières est nécessaire, il s'assure que toutes les formalités douanières sont effectuées dans les règles afin qu'aucun incident ne survienne que ce soit pour le fournisseur, pour l'entreprise pour laquelle il travaille ou pour le client final.
Lors de la livraison, il s'assure que le transfert des marchandises et des documents se fait dans de bonnes conditions (respect de la chaine du froid, par exemple) afin d’éviter tout litige ultérieur.

## De l'entreprise au client
Dans le cas d'une livraison, le chauffeur-livreur doit contrôler que la marchandise qui lui est remise est conforme à la commande sur le plan de la qualité, de la quantité et des documents d’accompagnement qui lui sont attachés.
Il prépare sa tournée pour satisfaire les engagements de son entreprise, en ce qui concerne la livraison. En cas de difficulté, pouvant entrainer un retard ou une anomalie de livraison, il s'assure que le client en soit informé avant son arrivée.
Les phases de transports et de livraison sont similaires à celles décrites ci-dessus avec un point supplémentaire, très important; la présentation, vue par le client, de l'ensemble marchandise, documentation et livreur.

## Transport international
Dans le cas de transport international, le chauffeur-livreur doit être à même de remplir correctement les formalités douanières. Pour cela il doit être garant des documents qui lui ont été remis, par le client ou son employeur, afin que les formalités douanières se passent le mieux possible du point de vue du délai et des coûts.

## Litiges
En cas de litiges avec le client qu'il ne peut régler seul, il en informe son entreprise afin que les mesures correctrices soient prises le plus rapidement possible ; idéalement, il informe le client des actions qui seront prises pour que le litige soit réglé dans les plus brefs délais.

## Entretien de son véhicule
En permanence il s'assure que l'entretien de son véhicule lui permet d'assurer ses missions en ce qui a trait à la qualité et à l'image de l'entreprise. En cas de doute il en informe son entreprise pour que les mesures correctrices soient prises le plus rapidement possible.